# Drosera heterophylla
Drosera heterophylla ist eine fleischfressende Pflanze aus der Gattung der Sonnentaue (Drosera) und wurde 1839 von John Lindley erstbeschrieben.

## Beschreibung
Drosera heterophylla ist eine aufrechte, bis zu 20 cm hohe Pflanze mit vielen 5 bis 10 mm langen Tragblättern am unteren Teil der Pflanze. Sie besitzt solitäre Fangblätter entlang der übrigen Sprossachse.
Die Blattspreiten sind breit nierenförmig mit kurzen Lappen, 3 mm lang und 6 mm breit und zeigen nach außen. Längere Tentakeldrüsen befinden sich entlang des leicht konkaven Randes. Kleinere Tentakeldrüsen im Inneren. Die Blattstiele sind schlank, spitz zulaufend und 5 bis 15 mm lang.
Blütezeit ist von Juni bis September. Der Blütenstand sitzt an der Spitze der Pflanze und besteht aus 1 bis 4 weißen Blüten an 2 bis 4 cm langen, unbehaarten Blütenstielen. Die Kelchblätter sind grün, eiförmig-elliptisch, spitz, 5 bis 8 mm lang und 2 bis 3 mm breit. Die Ränder und die Spitzen sind unregelmäßig gezähnt. Die Oberfläche ist mit großen, fast stiellosen, rötlichen Drüsen besetzt. Die bis zu 12 Kronblätter sind verkehrt lanzettlich, 10 bis 18 mm lang und 4 bis 6 mm breit mit leicht gezähnten Spitzen. Die 8 bis 12 Staubblätter sind unterschiedlich, 2 bis 4 mm lang. Die Staubfäden sind weiß, die Staubbeutel weiß und der Pollen ist gelb. Der Fruchtknoten ist grün, elliptisch, 1,5 mm im Durchmesser und 2 mm lang. Die 3 Griffel sind weiß, verzweigen sich aus einer kurzen, erhabenen Säule in viele abgeflacht-runde Segmente und bilden einen dichten, gerundeten Schopf. Die Narben sind weiß und befinden sich an jedem Griffelsegment. 
Die Knolle ist weiß, fast kugelförmig, hat einen Durchmesser von rund 10 mm und ist in einige, papierartige Blattscheiden gehüllt. Sie befindet sich an einem 4 bis 6 cm langen, vertikalen Ausläufer. Wie alle sogenannten „Knollendrosera“ zieht sie sich zu Zeiten hoher Temperaturen und relativer Trockenheit in diese Knolle zurück und überdauert unterirdisch.
Die Chromosomenzahl beträgt 2n = 30.

Verbreitung von Drosera heterophylla in Australien

## Verbreitung, Habitat und Status
Die Art ist endemisch im Gebiet bei Mingenew, Wongan Hills und bei Perth im Südwesten Australiens. Sie gedeiht dort an den Rändern von Sümpfen und steht dort oft in seichtem Wasser. Auch feuchte, tonige Flächen, Tümpel mit Granitaufschlüssen und im Winter bestehenden Flüssen werden besiedelt. All diese Habitate trocknen im Sommer komplett aus.

## Systematik
Drosera heterophylla gehört zur Untergattung Ergaleium, Sektion Ergaleium, also zu den kletternden Knollendrosera.